# 阿雷奥波利斯
阿雷奥波利斯是巴西圣保罗州的一个市镇。总面积85.947平方公里，总人口10630人，人口密度123.7人/平方公里。